# Kolej

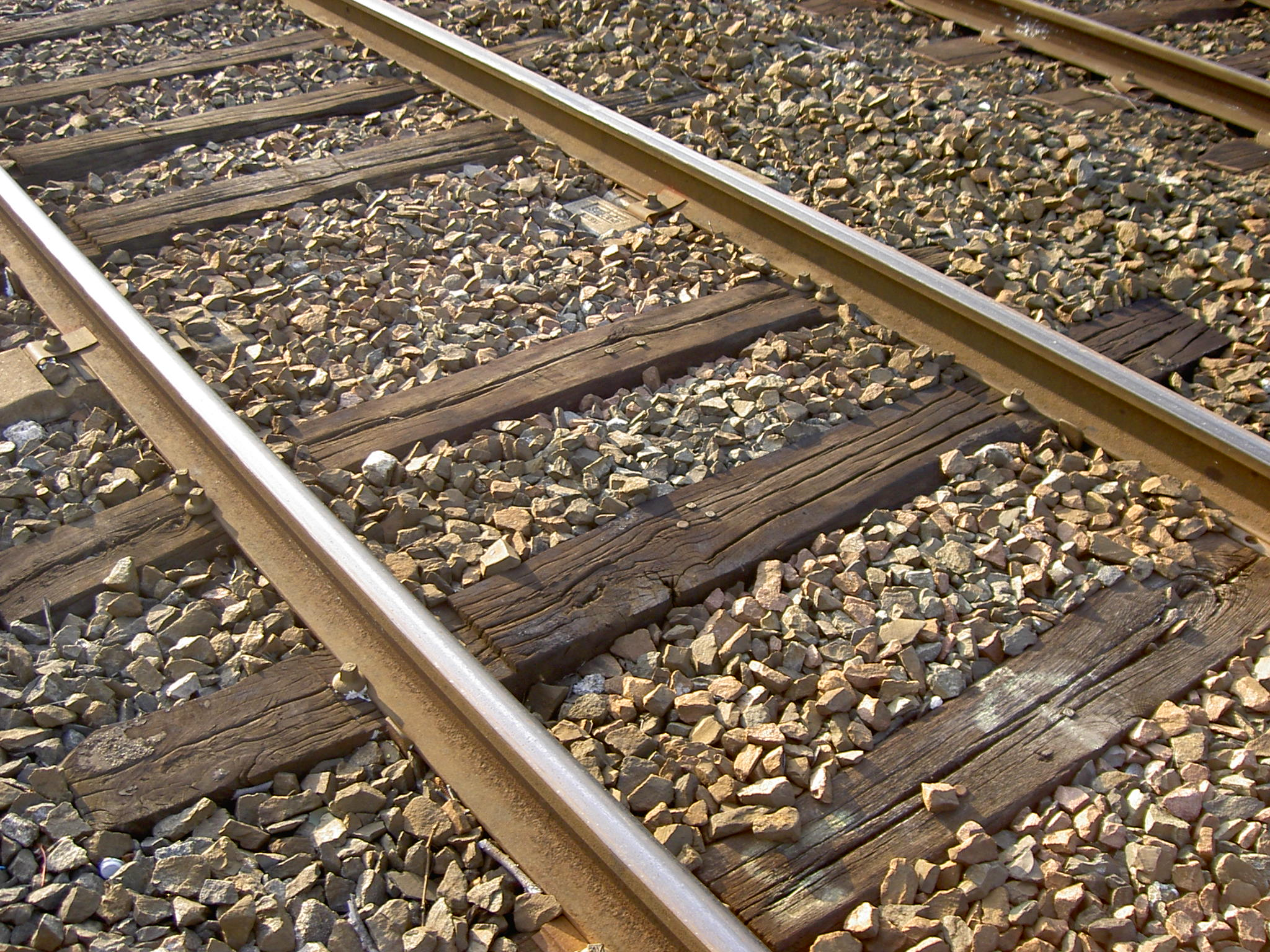
Kolej běžné železnice

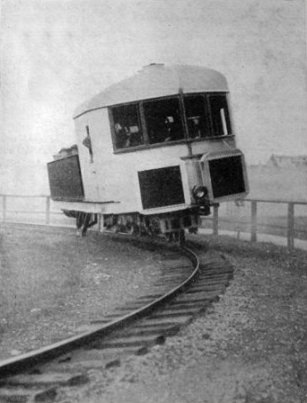
Kolej jednokolejnicové dráhy (monorailu)

Kolej je součást kolejového svršku dráhy pro kolejová vozidla. Obvykle sestává ze dvou kolejnic, tj. podélných ocelových profilů, které jsou od sebe vzdáleny o stanovený rozchod a upevněny na pražcích nebo na podkladovém panelu či desce.

## Technický princip koleje
Po hlavách kolejnic se odvalují ocelová kola (či spíše železniční dvojkolí) drážních vozidel, která mají odpovídající rozchod kol, okolky kol obvykle zasahují pod úroveň hlav kolejnic na jejich vnitřní straně, a pomáhají vést vozidlo i vlak. U některých typů tramvajových kolejnic je pro okolky určen žlábek, který dělí hlavu na opornici (vnější část hlavy, po níž se valí kola) a přídržnici (vnitřní, užší pás hlavy, který je určen jen k vedení okolku. U železničních kolejnic se používají přídržnice jen v některých úsecích, například v místech křížení, výhybek a přejezdů.
Kolej může být přímá (půdorysný průmět osy koleje je úsečka) nebo zakřivená; zakřivení se realizují jako oblouky konstantního poloměru, obvykle navázané na přímou kolej nebo jiný oblouk přechodnicí. V obloucích se obvykle kvůli kompenzaci příčných sil zřizuje převýšení vnější kolejnice oproti vnitřní kolejnici. Takové převýšení potom je i v navazující přechodnici, je proměnné a křivka, kterou po délce koleje tvoří, se nazývá vzestupnice.
Jako zborcení koleje se označuje stav, kdy výškový průběh obou kolejnic je různý. To může být záměrné, když je na jedné kolejnici zřízena vzestupnice, nebo to může být důsledek špatné údržby (např. propadlé styky kolejnic). Pojezd vozidla musí být navržen tak, aby se přinejmenším v rozsahu předpisových tolerancí zborcené koleji přizpůsobil, aniž by došlo k nebezpečnému odlehčení některého z kol.
Některé jednoduché dráhy mohou mít koleje jiného systému, například tvořené pouze žlábkem. Kolejím se podobají i některé technické systémy, při nichž je vozidlo na gumových kolech vedeno v pevném žlabu.

## Využití kolejí
Koleje užívají železniční dráhy včetně metra, tramvajové dráhy, obvykle pozemní lanové dráhy, průmyslové a důlní dráhy. Koleje se někdy používají k pohybu velkých stavebních jeřábů nebo jiných pracovních strojů nebo jejich částí. Koleje jiné konstrukce mívají i zábavní atrakce jako horská dráha, dráhy ve strašidelných zámcích atd. Existují i speciální dráhy s jednokolejnicovou kolejí, takzvaný monorail.

## Výhybky, splítky a křížení
Část kolejí, kde se jedna kolej dělí na dvě nebo se dvě koleje sbíhají v jednu, se včetně souvisejícího zařízení nazývá výhybka. Pohyblivé části kolejnic se nazývají jazyky výhybky a jsou ovládány ručním nebo automatickým přestavníkem. Kolejový úsek, v němž jsou dvě koleje propleteny tak, že kolejnice jedné koleje leží mezi kolejnicemi druhé koleje, se nazývá splítka. Splítkou je také tříkolejnicová kolej, která umožňuje jízdu vozidlům různých rozchodů kol. V místě výhybky, začátku splítky nebo v místě křížení kolejí musí konstrukce umožňovat hladký průjezd kola i s okolkem v místě, kde jedna kolejnice křižuje jinou, a přitom musí být vozidlo kolejí stále bezpečně vedeno.

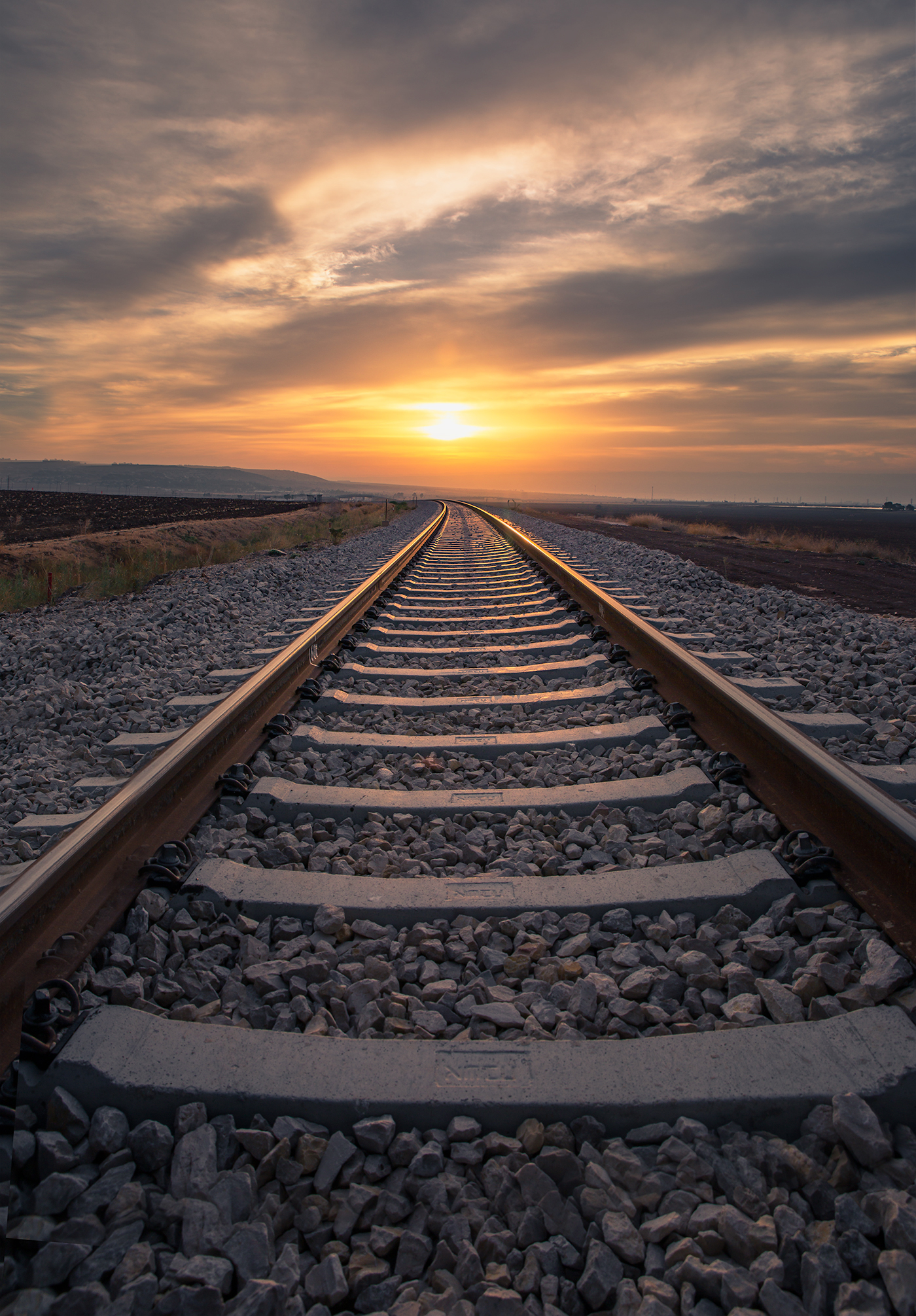
Kolej jednokolejné trati

## Jednokolejné a vícekolejné tratě
Méně frekventované tratě bývají jednokolejné. Protijedoucí vlaky se mohou vyhnout vyčkáním v dopravně s kolejovým rozvětvením, jakou může být železniční stanice nebo výhybna. Na jednokolejných pozemních lanových drahách bývá uprostřed délky výhybna s Abtovými výhybkami. Nové tramvajové tratě se staví zásadně dvojkolejné, jednokolejná je například tramvajová trať mezi Libercem a Jabloncem nad Nisou, která má výhybny v zastávkách, jednokolejné úseky se také dočasně zřizují při stavebních pracích. Úsek koleje mezi dopravnami se nazývá traťová kolej.
Je-li trať dvojkolejná, mívá každý směr vyhrazenou svoji kolej. Tramvaje, podobně jako silniční vozidla, mají v České republice od roku 1939 zaveden pravostranný provoz. Na železnici je na některých dvojkolejných tratích pravostranný provoz, na některých levostranný. Je-li trať vícekolejná, využití kolejí vyplývá z grafikonu a z operativního řízení provozu.[zdroj?]